# Жагель Петро Іванович
Петро Іванович Жагель (1923—1981) — радянський журналіст, редактор мелітопольської газети «Серп і молот» (1963—1981).

## Біографія
Петро Жагель народився 28 квітня 1923 року в селі Козаки Єлецького району. Дитинство Петра пройшло у Дніпропетровську, де його батько працював майстром на коксохімічному заводі. 1934 року через хворобу та інвалідність батька родина переїхала до Білорусії. У 1939 році Петро вступив до комсомолу, а в червні 1941 року закінчив середню школу.
Петра не виконував строкової служби в армії через інвалідність, але при підході німецьких військ до міста він добровільно вступив до 383-ї стрілецької дивізії на посаду літературного співробітника дивізіонної газети і служив у складі цієї дивізії до 1946 року, коли пішов у запас у званні старшого лейтенанта. У лютому 1946 року вступив до КПРС.
Після армії почав працювати власним кореспондентом обласної газети «Більшовик Запоріжжя», а згодом — газети «Запорізька правда». У 1949—1951 роках проходив навчання у Харківській обласній партійній школі, після чого знову повернувся до роботи кореспондентом у «Запорізьку правду». У 1957 році звільнився з газети через її реорганізацію і деякий час працював секретарем партійної організації колгоспу ім. Кірова у селі Вознесенка Мелітопольського району, але 1958 року повернувся власним кореспондентом до «Запорізької правди».
У березні 1963 року Петро Жагель був призначений редактором газети «Серп і молот» в Мелітополі (теперішній «Новий день»), і працював у ній до кінця життя.
Також 19 березня 1963 року «Серп і молот» став офіційним друкованим органом парткому мелітопольського виробничого колгоспно-радгоспного управління, райвиконкому, міськкому партії та міськвиконкому. 13 січня 1965 року статус газети «Серп і молот» трохи змінився — тепер вона була друкованим органом міської та районної Рад депутатів трудящих, міськвиконкому та райвиконкому. 1976 року газета була нагороджена почесною грамотою Верховної Ради УРСР.
Під керівництвом Петра Жагеля під час редакції «Серпа і молота» було створено громадську приймальню та літературне об'єднання, що підтримувало молодих письменників. У літературному об'єднанні розпочинали свою кар'єру мелітопольські письменники й поети, які згодом стали відомими літераторами: Павло Ловецький, Іван Олексенко, Олександр Фесюк.
Помер Петро Жагель 15 грудня 1981 року. Посаду редактора газети в 1982 році зайняв Степан Кузьмич Ткаченко.

## Пам'ять
- У 2010 році в Мелітополі було проведено конкурс журналістів міських та районних ЗМІ на премію імені Петра Жагеля[3].